# Краковская губерния
Краковская губерния (пол. Gubernia krakowska) — административная единица Царства Польского, существовавшая в 1837—1842 годах с центром в г. Кельцы. Губерния была создана на территории Краковского воеводства.
Краковская губерния была создана Царским Указом от 7 марта 1837 года. В 1842 году губерния переименована в Келецкую, а затем, с введением 1 января 1844 года нового административного деления в Царстве Польском, Келецкая губерния была объединена с Сандомирской и получила название  Радомской губернии.
Герб губернии соответствовал гербу бывшего Краковского воеводства.